# Riwal Platform Cycling Team/Saison 2017
Dieser Artikel listet Erfolge und Fahrer des Radsportteams Riwal Platform Cycling Team in der Saison 2017 auf.

## Erfolge in der UCI Europe Tour
In den Rennen der Saison 2017 der UCI Europe Tour gelangen die nachstehenden Erfolge.
| Datum        | Rennen                            | Kat. | Sieger                |
| ------------ | --------------------------------- | ---- | --------------------- |
| 28. April    | Himmerland Rundt                  | 1.2  | Nicolai Brøchner      |
| 6. Mai       | Ronde van Overijssel              | 1.2  | Nicolai Brøchner      |
| 13. Mai      | Scandinavian Race in Uppsala      | 1.2  | Nicolai Brøchner      |
| 21. Mai      | 1. Etappe An Post Rás             | 2.2  | Nicolai Brøchner      |
| 29.–31. Juli | Gesamtwertung Kreiz Breizh Elites | 2.2  | Jonas Wilsly Gregaard |

## Mannschaft
| Teamkader 2017          | Teamkader 2017     | Teamkader 2017 | Teamkader 2017                |
| Name                    | Geburtsdatum       | Land           | Vorheriges Team               |
| ----------------------- | ------------------ | -------------- | ----------------------------- |
| Nicolai Brøchner        | 4. Juli 1993       | Dänemark       | Bissell Development (2014)    |
| Patrick Clausen         | 2. Juli 1990       | Dänemark       | Trefor-Blue Water (2015)      |
| Stefan Djurhuus         | 7. April 1990      | Dänemark       | Almeborg-Bornholm (2016)      |
| Jonas Gregaard          | 30. Juli 1996      | Dänemark       | Trefor-Blue Water (2015)      |
| Jonas Aaen Jørgensen    | 20. April 1986     | Dänemark       | Saxo-Tinkoff (2013)           |
| Tobias Kongstad         | 14. September 1996 | Dänemark       | Amager Cykle Ring (2015)      |
| Andreas Kron            | 1. Juni 1998       | Dänemark       | Team Pythonpro.com (2016)     |
| Rasmus Mygind           | 8. Mai 1989        | Dänemark       | Trefor-Blue Water (2014)      |
| Jesper Mørkøv           | 11. März 1988      | Dänemark       | Trefor (2013)                 |
| Andreas Stokbro         | 8. April 1997      | Dänemark       | Team Pythonpro.com (2015)     |
| Chris Anker Sørensen    | 5. September 1984  | Dänemark       | Fortuneo-Vital Concept (2016) |
| Jesper Bundgaard Vinkel | 7. Februar 1996    | Dänemark       | Team Jutlander Bank (2015)    |
| Troels Vinther          | 24. Februar 1987   | Dänemark       | Cult Energy (2015)            |
| Mathias Westergaard     | 21. Februar 1994   | Dänemark       | BHS-Almeborg Bornholm (2017)  |
| Kasper Würtz Schmidt    | 25. August 1995    | Dänemark       |                               |
|                         |                    |                |                               |
| Quelle: ProCyclingStats |                    |                |                               |